# Skåneländska Gastronomiska Akademien
Skåneländska Gastronomiska Akademien (Academia Gastronomica Scaniensis) blev oprettet i 1992. Akademiet skal fremme mad- og drikkekulturen og dens udvikling specielt i Skåne, Blekinge, Halland og på Bornholm. 
Det har sammen med Skånska Deckarsällskapet udgivet antologierne Skånska sillamord (1995) og Skånska gåsamord (1996).